# Trận Lepanto
Trận Lepanto (Tiếng Hy Lạp: Ναύπακτος, Naupaktos, pron. Náfpaktos; colloquial tiếng Hy Lạp: Έπαχτος, Épahtos; tiếng Thổ Nhĩ Kỳ: İnebahtı) là trận hải chiến diễn ra ngày 7 tháng 10 năm 1571 khi hạm đội Liên minh thần thánh (1571) do Giáo hoàng Piô V (1566 – 1572) thành lập, một liên minh bao gồm nước Cộng hòa Venezia, vương quốc Tây Ban Nha (lúc đó bao gồm cả Napoli, Sicilia và Sardinia), Quốc gia Giáo hoàng, nước Cộng hòa Genova, Công quốc Savoie, Dòng Chiến sĩ Toàn quyền Malta cùng một số đồng minh khác đánh hạm đội Đế chế Ottoman đại bại.
Trận kịch chiến kéo dài 5 giờ đồng hồ ở phần phía bắc của Vịnh Patras, nằm ở phía tây Hy Lạp, nơi lực lượng Ottoman, đang thực hiện cuộc hải hành từ căn cứ hải quân tại Lepanto giáp mặt hạm đội của Liên minh Thần thánh, khởi hành từ Messina. Chiến thắng này mang lại quyền kiểm soát tạm thời biển Địa Trung Hải cho Liên minh, bảo vệ Roma khỏi nguy cơ xâm lược, đồng thời ngăn cản bước tiến của Đế chế Ottoman vào sâu nội địa châu Âu. Trận hải chiến này cũng là trận đánh lớn cuối cùng giữa các chiến thuyền chèo dùng sức người, đồng thời cũng là trận chiến quyết định quan trọng nhất, vì "sau trận Lepanto quả cân xoay chiều, vận may chuyển từ Đông sang Tây, kéo dài cho tới tận ngày nay", và cũng vì "đây là 'bước ngoặt quyết định' trong cuộc chiến kéo dài giữa Trung Đông và châu Âu, cho tới giờ vẫn còn chưa ngã ngũ".

## Lực lượng hai bên
Hạm đội Liên minh gồm 206 chiến thuyền galley và 6 chiến thuyền galleasses (nguyên là các thuyền thương buôn galley loại lớn, được cải tiến để mang một số lớn đại bác), được chỉ huy bởi thủ lĩnh đầy năng lực Don Juan nước Áo, con ngoài giá thú của hoàng đế Karl V (1519 – 1556), anh em cùng cha khác mẹ vua Felipe II của Tây Ban Nha (1556 – 1598). Các chiến thuyền đến từ khắp các quốc gia Ki-tô giáo: 109 galley và 6 galleasses từ Venezia, 80 galley Tây Ban Nha và Napoli/Sicilia, 12 galley từ Tuscan, do Giáo hoàng bỏ tiền ra thuê, từ Genova, Dòng Chiến sĩ Toàn quyền Malta, Công quốc Savoie mỗi xứ 3 galley, cùng với một số galley sở hữu bởi những cá nhân khác. Tất cả thành viên Liên minh đều coi hạm đội Thổ Nhĩ Kỳ là mối hiểm họa nghiêm trọng cho an ninh và thương mại trên biển Địa Trung Hải, và cho cả an ninh của toàn lục địa châu Âu. Các cánh quân riêng lẻ của Liên minh hội quân với hạm đội chính của Liên minh, thuộc Venezia (dưới quyền chỉ huy của Sebastiano Venier), trong tháng 7 và tháng 8 tại Messina, Sicilia. Tới ngày 23 tháng 8 Don Juan nước Áo cũng có mặt.
Hạm đội của Liên minh Ki-tô giáo bao gồm 12.000 thủy thủ, thêm vào đó, hạm đội chở gần 28 ngàn quân chiến đấu, trong đó gồm có 10 ngàn quân bộ binh tinh nhuệ Tây Ban Nha, 7 ngàn quân Đức và 6 ngàn quân Ý (quân đánh thuê), cộng với 5 ngàn quân Venezia. Cũng phải nói thêm là các thủy thủ chèo thuyền của Venezia hầu hết đều là công dân tự do, nên họ mang theo vũ khí và như vậy làm tăng thêm sức mạnh chiến đấu của chiến thuyền, khác với các galley của các thành viên khác trong Liên minh sử dụng nô lệ và tù phạm để chèo thuyền. Các galley của hạm đội Thổ cũng dùng nô lệ để chèo thuyền, phần lớn trong số đó là những người Ki-tô giáo bị bắt trong các cuộc chinh phạt hay giao tranh trước đó. Người ta đều biết rằng công dân tự do chèo thuyền có chất lượng vượt trội, nhưng dần dần tất cả các hạm đội chiến thuyền galley (kể cả các hạm đội của Venezia kể từ năm 1549) trong thế kỷ 16 đều chuyển sang dùng nô lệ hoặc tù binh chiến tranh cho rẻ hơn
Các galley của phe Ottoman gồm 13.000 thủy binh và 34.000 binh lính. Đô đốc Muezzinzade Ali Pasha (Tiếng Thổ: "Kaptan-ı Derya Ali Paşa"), được sự hỗ trợ của tướng cướp biển Chulouk Bey từ Alexandria và Uluj Ali (Ulich Ali), chỉ huy hạm đội Ottoman gồm 222 chiến thuyền galley, 56 galliot (galley loại nhỏ, độc mộc, đáy bằng), và một số thuyền nhỏ. Quân Thổ có thủy thủ đoàn dày dặn kinh nghiệm và lành nghề, nhưng hàng ngũ họ thiếu các đội Cấm vệ quân tinh nhuệ Janissary.
Một lợi thế quan trọng, có lẽ mang tính quyết định cho hạm đội Liên minh là họ có ưu thế vượt trội về số lượng súng đại bác. Theo ước tính, họ có chừng 1.815 đại bác, so với chừng 750 đại bác của quân Thổ, và còn thiếu đạn dược. Binh lính Ki-tô giáo được vũ trang bằng súng hỏa mai và súng arquebus (một loại hỏa mai cải tiến, giống súng kíp), trong khi người Ottoman tin tưởng vào uy lực của các cung thủ xạ tiễn dùng cung bằng vật liệu tổng hợp, nhưng cuối cùng lại tỏ ra yếu thế hơn.

## Bố trí lực lượng
Hạm đội Ki-tô giáo tổ chức thành 4 cánh quân dọc theo trục Bắc-Nam. Ở phía nam, gần với bờ biển là cánh Trái, với 53 chiến thuyền galley, chủ yếu là thuyền của Venezia, được chỉ huy bởi Agostino Barbarigo, được Marco Querini và Antonio da Canale hỗ trợ. Cánh quân Trung tâm gồm 62 galley do đích thân Don Juan nước Áo chỉ huy, trên chiến hạm Real, cùng với Sebastiano Venier, sau này trở thành Doge (tức Thống đốc, hay Công tước) của Venezia, và Marcantonio Colonna. Cánh Phải ở phía nam gồm 53 galley do Giovanni Andrea Doria người xứ Genova, cháu họ đô đốc nổi tiếng Andrea Doria. Hai galleass, với đại bác bố trí dọc sườn, được đặt ở hàng đầu mỗi đoàn thuyền, theo Miguel de Cervantes (lúc đó phục vụ trên galleass Marquesa trong trận chiến), là để ngăn chặn các thuyền nhỏ của Thổ đánh lén, phá hủy hay tràn lên mạn tàu của người Ki-tô giáo. Một đội thuyền Dự bị được đặt ở phía sau (tức là phía tây) của hạm đội chính, sẵn sàng ứng cứu bất kỳ nơi nào khi cần thiết. Đội thuyền này gồm 38 galley - 30 thuyền chiến phía sau cánh quân Trung tâm, chỉ huy bởi Álvaro de Bazán, hầu tước xứ Santa Cruz, và 4 thuyền chiến galley khác đặt sau mỗi cánh Phải và Trái. Một đội thuyền trinh sát được thiết lập, từ hai galley ở cánh Phải và 6 galley ở Trung tâm. Khi hạm đội Ki-tô giáo từ từ đi vòng quanh Mũi Scropha, cánh Phải của Doria, ở phía xa bờ biển nhất, nên bị chậm khi trận chiến bắt đầu, và các galleass của cánh Phải không dàn trận tại vị trí đã định trước được.
Hạm đội Thổ Nhĩ Kỳ bao gồm 54 galley và 2 galliot ở cánh Phải dưới quyền Chulouk Bey, 61 galley và 32 galliot ở Trung tâm, dưới quyền Ali Pasha trên tàu Sultana, chừng 63 galley và 30 galliot ở phía nam, dưới quyền Uluj Ali. Một đội thuyền dự bị nhỏ, gồm 8 galley, 22 galliot và 64 thuyền fusta (một loại galliot), bố trí đằng sau đội thuyền Trung tâm. Ali Pasha được cho là đã tuyên bố với những nô lệ chèo thuyền Ki-tô giáo của mình: "Nếu ta giành được chiến thắng trong trận này, ta hứa sẽ ban cho các ngươi tự do. Nếu phe của các ngươi thắng lợi ngày hôm nay, thì tự do của các ngươi là do Thiên Chúa ban cho đó."

## Diễn biến trận hải chiến

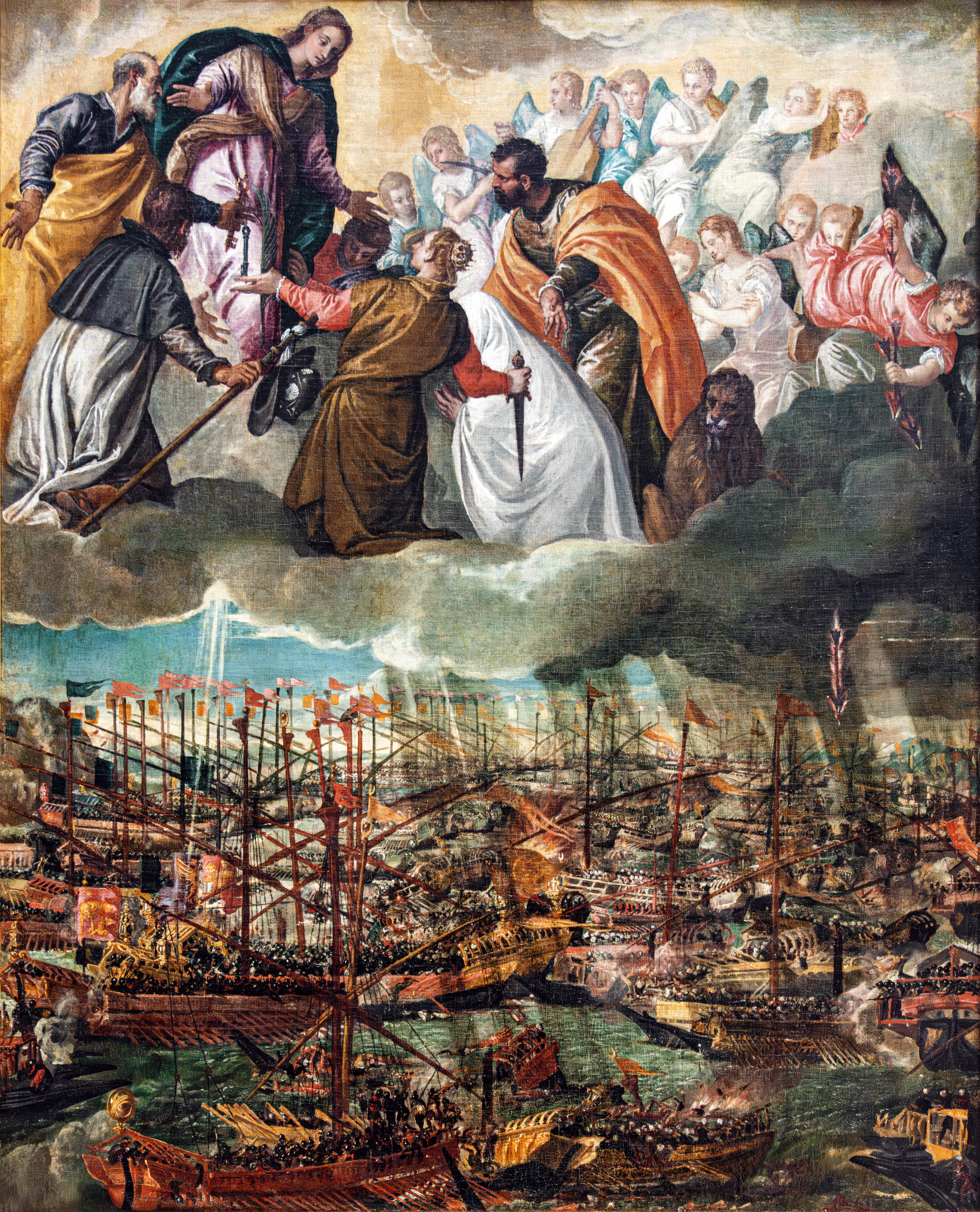
Trận Lepanto tranh sơn dầu của Paolo Veronese

Các galleass ở cánh Trái và Trung tâm đã được kéo đến phía trước đội hình hạm đội Ki-tô giáo chừng nửa dặm, và đã kịp đánh chìm hai galley của quân Thổ, cũng như gây thiệt hại cho một số thuyền khác, trước khi hạm đội Thổ tiến lên, bỏ các thuyền này lại phía sau. Cuộc công kích của các thuyền này cũng làm rối loạn đội hình của quân Ottoman. Khi trận chiến khởi phát, Doria nhận ra là các galley của Uluj Ali dàn rộng hơn ra về phía trái so với các thuyền của ông, nên cũng tiến về phía nam để tránh bị đánh tạt sườn. Nhưng kết cục là ông vẫn bị thua thiệt, vì Uluj Ali tỏ ra giỏi hơn, điều chiến thuyền của mình quay ngoặt lại và đánh vào sườn phía nam của cánh quân Trung tâm, lợi dụng khoảng trống mà Doria bỏ lại. Khi trận đánh diễn ra, các thuyền Thổ nhầm tưởng các đại chiến thuyền galleass là các thương thuyền vận tải chở đồ tiếp tế nên xúm lại tấn công các chiến thuyền này, với kết quả hết sức tai hại, vì các thuyền galleass được trang bị rất nhiều đại bác, đánh chìm hết thuyền chiến này đến thuyền chiến khác của quân Thổ, tổng cộng lên tới 70 galley.
Ở phía bắc, Chulouk Bey xoay xở luồn vào khoảng giữa bờ biển và cánh Bắc quân Ki-tô giáo, sử dụng sáu galley để đánh tạt sườn, nên thoạt đầu gây nhiều thiệt hại cho hạm đội Ki-tô giáo. Barbarigo bị trúng tên tử trận, nhưng chiến thuyền Venezia, quay mũi lại để đối mặt với hiểm họa, giữ vững được đội hình. Các thuyền galleass quay trở lại và cứu nguy cho cánh quân phía Bắc. Cánh quân Trung tâm cũng giữ được đội hình nhờ sự tiếp ứng của các thuyền thuộc đội Dự bị, nên dù bị nhiều tổn thất, cũng giáng vào quân Thổ ở trung tâm những đòn nặng nề. Ở phía nam, ngoài bờ biển, Doria cũng đang hỗn chiến với chiến thuyền của Uluj Ali, và bị tổn thất nặng nề nhất. Trong lúc đó, Uluj Ali tự mình chỉ huy 16 galley đột kích vào Trung tâm hạm đội Thiên chúa, bắt được 6 galley - trong đó có cả tàu Capitana của Malta, và giết gần sạch những người trên boong tàu, chỉ còn 3 người sống sót. Chỉ huy tàu, Pietro Giustiniani, Trưởng lão của Dòng tu hiệp sĩ Thánh Gioan, trúng 5 mũi tên, bị thương nặng trong cabin, nhưng không chết. Các chiến thuyền của người Tây Ban Nha do Álvaro de Bazán và Juan de Cardona chỉ huy quân dự bị tiếp chiến, ứng cứu kịp thời nên đảo ngược tình hình, ở cả phía Trung tâm và cánh quân phía Nam của Doria.
Uluj Ali buộc phải tháo chạy với 16 galley và 24 galliot, chỉ giữ lại được 1 thuyền, còn lại phải bỏ hết các chiến thuyền chiếm được. Trong trận chiến, thuyền chỉ huy Sultana của quân Thổ bị quân tercio Tây Ban Nha từ 3 galley tràn lên mạn thuyền giáp chiến với Cấm vệ quân Janissary Thổ từ 7 galley khác. Hai lần liền, quân Tây Ban Nha bị đẩy lùi và bị tổn thất nặng nề, cho tới lần thứ ba, với viện binh từ galley của Álvaro, họ mới giành được chiến thắng. Muezzinzade Ali Pasha bị giết chết và bị chặt đầu, trái với mệnh lệnh của Don Juan. Tuy nhiên, khi đầu ông bị bêu trên ngọn kích trên kỳ hạm của quân Tây Ban Nha thì nó làm tinh thần quân Thổ suy sụp nghiêm trọng. Dù vậy, sau khi kết cục trận chiến đã trở nên rõ ràng, các toán quân Janissary vẫn tiếp tục giao chiến kịch liệt, thậm chí khi không còn vũ khí, họ ném cả dưa và cam vào quân Ki-tô giáo, gây nên những cảnh tức cười trong cuộc chém giết tàn bạo.
Trận chiến kết thúc khoảng 4 giờ chiều. Hạm đội Thổ mất khoảng 210 thuyền, trong đó có 117 galley, 10 galliot, 3 fustas bị chiếm, và còn tương đối tốt nên người Ki-tô giáo giữ lại. Về phía hạm đội Liên minh, 20 galley bị phá hủy, 30 chiếc khác bị hư hại nặng đến mức người ta phải đánh đắm. Người Thổ chỉ giữ được một thuyền Venezia, tất cả các thuyền khác phải bị bỏ lại, và bị quân Liên minh chiếm lại được.
Uluj Ali, người chiếm được kỳ hạm của các Hiệp sĩ Malta, rút lui thành công phần lớn chiến thuyền của mình khi thất bại đã rõ ràng. Dù rằng ông phải cắt dây kéo kỳ hạm của Malta để tháo chạy, khi trở về kinh thành Constantinopolis, ông thu thập các thuyền Ottoman khác, và cuối cùng cập bến với 87 thuyền. Ông đã trình lên sultan nhà Ottoman là Selim II lá đại kỳ của Malta, và đã được phong tước "kιlιç" (Thanh kiếm); Uluj từ đó được gọi là Kilic Ali Pasha.
Hạm đội Liên minh Thần thánh mất khoảng 7.500 chiến sĩ, thủy thủ và người chèo thuyền, nhưng giải phóng được số tù nhân Ki-tô giáo còn nhiều hơn số đó. Quân đội Thổ Nhĩ Kỳ mất khoảng 25 ngàn người, cùng ít nhất 3.500 bị bắt làm tù binh.

## Kết cục trận đánh

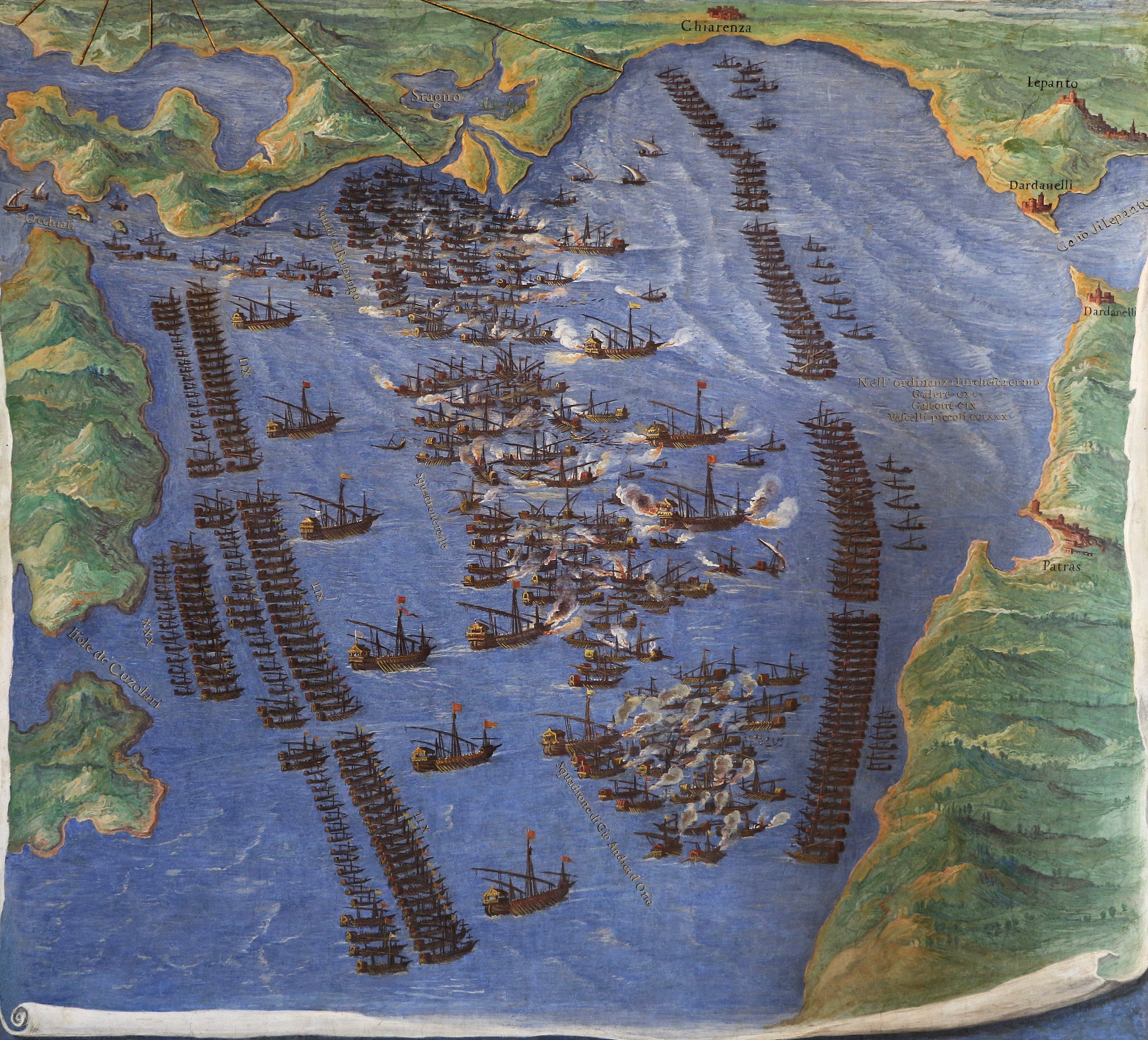
Tranh tường trên Viện bảo tàng Vatican Đại sảnh Bản đồ

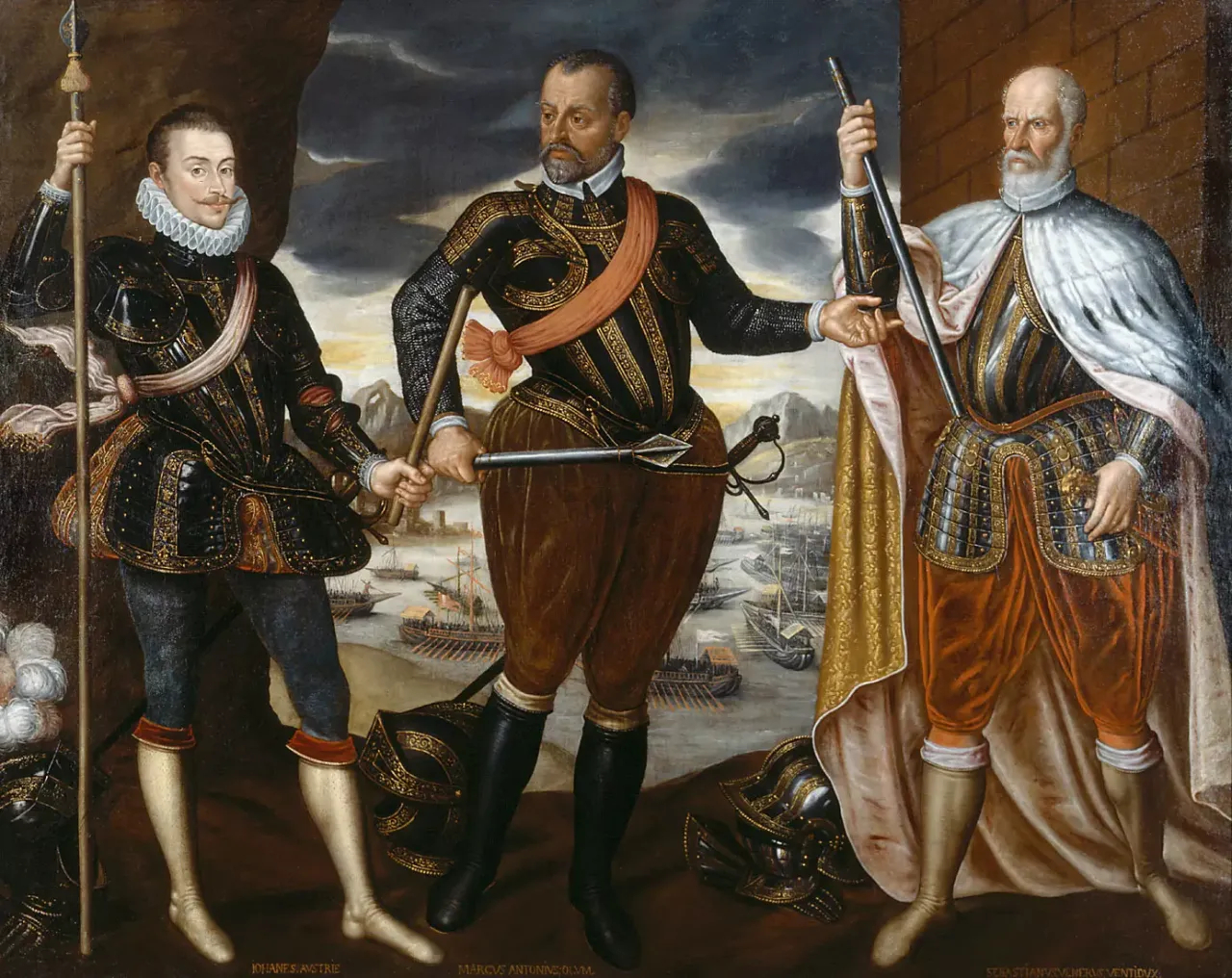
Những người chiến thắng trận Lepanto (từ trái: Don Juan nước Áo, Marcantonio Colonna, Sebastiano Venier)

Trận chiến này là một trận thất bại thảm hại cho đế quốc Ottoman, nhất là vì họ chưa từng thua một trận hải chiến lớn nào kể từ thế kỷ 15. Với một nửa thế giới Ki-tô giáo, trận chiến này mang lại hy vọng về sự suy tàn của "bọn Thổ", những người mà họ coi là "kẻ thù vĩnh viễn của người Ki-tô giáo". Sự thực là, ngoại trừ 30 chiến thuyền, Đế quốc Ottoman mất toàn bộ số chiến thuyền của mình và 30 ngàn binh lính, một số sử gia phương Tây đánh giá trận này là trận chiến hải chiến quan trọng nhất toàn cầu, kể từ trận Actium năm 31 trước Công nguyên.
Thắng lợi ở Lepanto được xem là chiến thắng lớn nhất của người Ki-tô giáo trước Hồi giáo, kể từ sau cuộc xâm chiếm xứ Granada vào năm 1492. Mặc dù giành được chiến thắng oanh liệt, nhưng nội bộ Liên minh quá mất đoàn kết để có thể phát huy chiến quả. Kế hoạch đánh chiếm eo biển Dardanelles như một bước khởi đầu cuộc tái chinh phục Constantinopolis cho thế giới Ki-tô giáo bị bỏ bê vì những cuộc cãi vã trong hàng ngũ đồng minh. Với một nỗ lực phi thường và nguồn nhân lực dồi dào, Đế chế Ottoman tái xây dựng hải quân của mình, mô phỏng theo mô hình thuyền chiến galeass của người Venezia. Tới năm 1572, họ đã đóng được hơn 150 galley và 8 galleass, tức đã thêm 8 chiến hạm loại lớn nhất cho tới lúc đó trên biển. Trong vòng 6 tháng, hạm đội mới gồm 250 thuyền (kể cả tám galleass) đã cho phép hải quân Ottoman tái lập thế thượng phong trên phần phía đông Địa Trung Hải. Ngày 7 tháng 3 năm 1573, người Venezia ký hiệp ước chấp nhận việc quân Thổ chiếm hữu đảo Síp, vốn đã rơi vào tay quân Thổ dưới quyền Piyale Pasha từ ngày 3 tháng 8 năm 1571, chỉ hai tháng trước trận Lepanto, và sẽ còn nằm dưới ách thống trị của Thổ trong vòng 3 thế kỷ tiếp đó. Cũng trong mùa hè năm đó, hạm đội Ottoman tàn phá các vùng đất ven biển Sicilia và phía nam nước Ý. Khi tiếp sứ Venezia là Barbaro, Đại Vizia Thổ là Sokollu Mehmet Pasha (1565-1579) đã có câu nói nổi tiếng: "Khi giành được đảo Síp, ta chặt đi một cánh tay của các ngươi; khi đánh bại được hạm đội của ta, các người chỉ xén đi được bộ râu của ta mà thôi. Khi cánh tay bị chặt đi, nó không thể mọc lại được, một bộ râu bị xén sẽ mọc lại còn tốt hơn trước."
Dù mạnh miệng tuyên bố, nhưng trên thực tế, tổn thất của phía Ottoman hết sức nghiêm trọng có tầm vóc chiến lược. Họ có thể xây thêm thuyền chiến dễ dàng, nhưng khó lòng kiếm được người điều khiển chúng, vì bao nhiêu thủy thủ và phu chèo thuyền giàu kinh nghiệm đã bị mất đi sau trận đánh này. Đặc biệt nghiêm trọng là sự tổn thất đại bộ phận số cung thủ sử dụng cung tổng hợp, là vũ khí ưa chuộng của người Thổ, vốn được đánh giá cao hơn cả hỏa khí và cây cột nhọn ở mũi thuyền dùng để đâm tàu đối phương. Sử gia John Keegan đánh giá là sự mất mát cả một lớp tinh binh này khó lấy gì bù đắp được trong cả một thế hệ tiếp đó, và trên thực tế, tương ứng với sự "chết đi của một huyền thoại sống" với người Ottoman. Cuối cùng, người ta phải sử dụng một số lớn tù phạm để thế chỗ cho những nô lệ Ki-tô giáo được giải thoát sau trận đánh. Song, nhà quý tộc Áo là Khevenhüller đã tỏ thái độ thất vọng qua nhật ký của ông, bởi vì chiến thắng Lepanto không thể đem lại một tấc đất nào cho Ki-tô giáo.
Năm 1574 những người Ottoman hạ được thành phố Tunis có vị trí chiến lược từ triều đại Hafsid, được Tây Ban Nha ủng hộ, vốn đã được tái lập khi quân của Don Juan tái chiếm từ tay quân Ottoman năm trước. Lợi dụng cuộc liên minh lâu dài với người Pháp, hải quân Thổ tái hoạt động trên vùng biển phía tây Địa Trung Hải. Năm, họ đánh chiếm thành phố Fes, thuộc Maroc, hoàn tất quá trình chinh phục Maroc mà người Ottoman đã bắt đầu từ thời Suleiman Đại đế (1520-1566). Việc kiểm soát thành phố này cho phép thiết lập quyền bá chủ của đế chế Ottoman trên toàn bộ miền duyên hải Địa Trung Hải, từ eo biển Gibraltar cho tới Hy Lạp (chỉ ngoại trừ thành phố thương mại Oran do người Tây Ban Nha kiểm soát, và các khu dân cư ở Melilla và Ceuta). Tuy vậy, việc mất đi quá nhiều thủy thủ giày dặn kinh nghiệm tại Lepanto đã làm hao mòn sức chiến đấu của hải quân Ottoman, thể hiện qua việc họ tìm cách giảm thiểu các cuộc chạm trán với hải quân các quốc gia Ki-tô giáo trong những năm kế tiếp. Sử gia Paul K. Davis cho biết:
"Thất bại của quân Thổ đã chặn đứng sự bành trướng của họ trên Địa Trung Hải, và như vậy duy trì ưu thế của phương tây ở đây, đồng thời tăng thêm niềm tin là họ có thể đánh bại quân Thổ, vốn trước đây là bất khả chiến bại."
Như vậy, chiến thắng của Liên minh có ý nghĩa quan trọng chiến lược, không phải chỉ vì quân Thổ mất 80 chiến thuyền bị đánh đắm và 130 chiến thuyền khác rơi vào tay quân đồng minh, cũng như mất 30 ngàn quân tử trận và chừng 12 ngàn nô lệ Ki-tô giáo được giải phóng, trong khi quân đồng minh chỉ mất chừng 7500 người chết và 17 galley, mà vì chiến thắng này báo hiệu sự kết thúc của quyền bá chủ của hải quân Thổ Nhĩ Kỳ trên biển Địa Trung Hải.

## Ý nghĩa tôn giáo
Liên minh Thần thánh cho chiến thắng này là nhờ vào Đức Mẹ Đồng Trinh Maria, do Đức mẹ cầu nguyện Thiên Chúa ban cho họ chiến thắng. Andrea Doria có một bản copy của bức tranh Đức Mẹ Guadalupe do vua Felipe II của Tây Ban Nha ban cho ông trong phòng chính của chiến hạm. Giáo hoàng Piô V dành một ngày lễ mới cho Kitô hữu gọi là ngày Đức Mẹ Chiến Thắng để ghi nhớ trận đánh, ngày nay được gọi là Đức Mẹ Mân Côi.

## Trận đánh thể hiện trên tranh ảnh và tác phẩm nghệ thuật

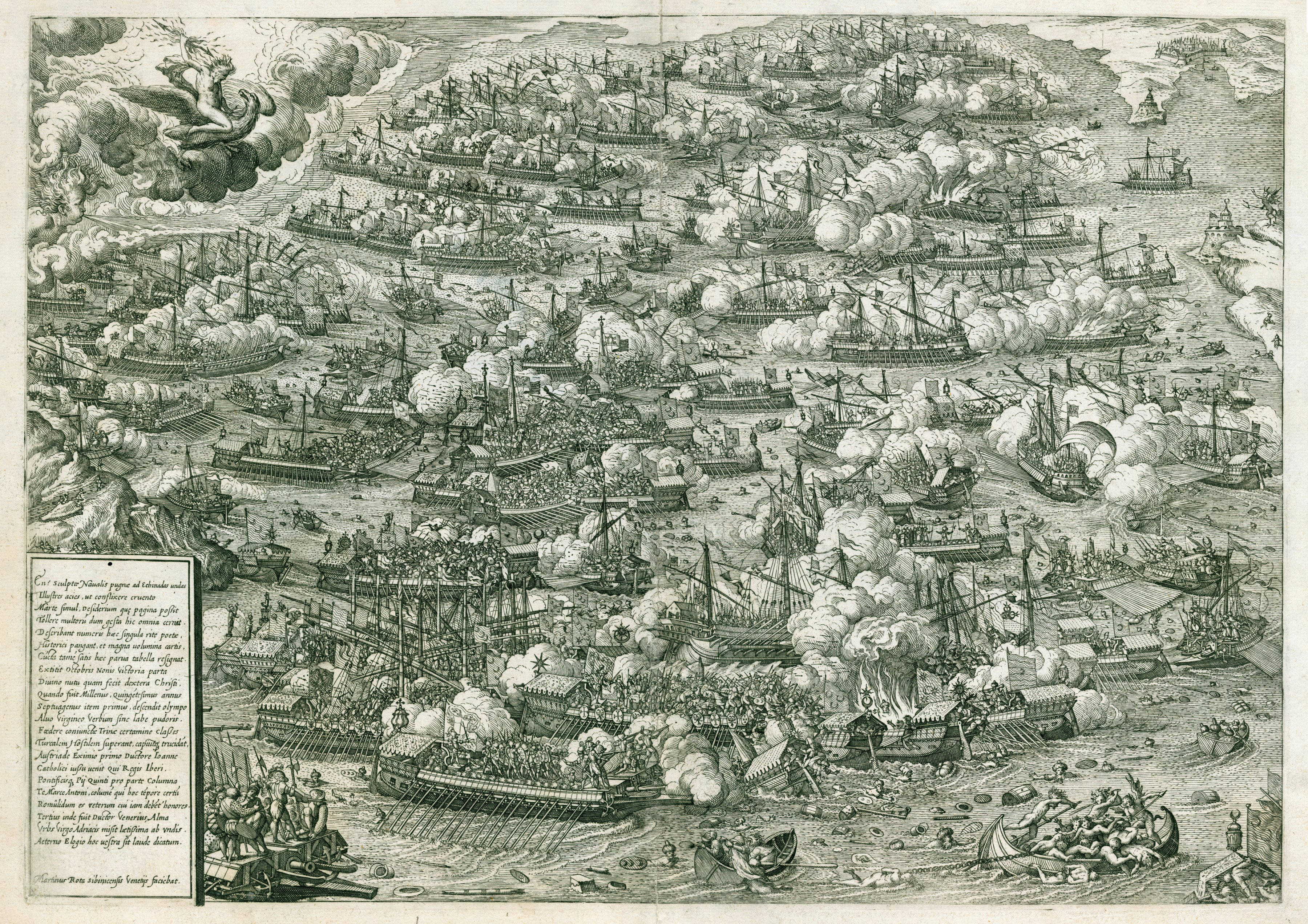
Trận Lepanto 1571, tranh khắc của Martin Rota

Tầm quan trọng của trận Lepanto là nguồn cảm hứng cho rất nhiều nghệ sĩ. Có rất nhiều bức tranh thể hiện trận đánh, bao gồm cả hai bức ở lâu đài Thống đốc tại Venezia: do Paolo Veronese (ở trên) trong Sala del Collegio và bởi Andrea Vicentino trên tường của Sala dello Scrutinio, thay thế cho bức Chiến thắng Lepanto của Tintoretto, bị mất trong trận cháy năm 1577. Titian cũng có bức Allegory of the Battle of Lepanto, sử dụng trận đánh như khung cảnh nền, treo trong Viện bảo tàng Prado tại Madrid.
Nhà thơ G. K. Chesterton người Anh viết bài thơ Lepanto, xuất bản lần đầu năm 1911 và được tái bản nhiều lần. Trong đó, mô tả một loạt nhân vật chính của trận đánh, đặc biệt là thủ lĩnh của phía Ki-tô giáo, Don Juan nước Áo. Bài thơ kết thúc với vần thơ liên tưởng đến Miguel de Cervantes, người đã chiến đấu trong trận chiến này, như một "hiệp sĩ gầy gò và khờ dại", người sẽ trở thành bất tử với tác phẩm Don Quixote của ông.